# Ismael García
Ismael Concepción García es un político y sindicalista venezolano. Fue alcalde por dos períodos consecutivos (1992-1995, 1995-1998) del Municipio José Félix Ribas del estado Aragua y actualmente es diputado ante la Asamblea Nacional de Venezuela por el Estado Aragua, fue Secretario General y líder de la bancada parlamentaria de los partidos PODEMOS y Avanzada Progresista, también es excandidato a la Alcaldía del Municipio Libertador por la MUD en las elecciones Municipales de Venezuela.

## Ascenso político en el MAS
Nació en 1954, en Curimagua, Estado Falcón en el seno de una familia obrera. Siendo adolescente se traslada a Caracas y comienza a estudiar en la Escuela Técnica del Oeste, en Catia. 
En 1971 se convierte en miembro fundador del Movimiento al Socialismo (MAS), promoviendo y fundando sindicatos de trabajadores en los estados Falcón y Aragua. Luego en 1973 se muda a Maracay y comienza a trabajar en una farmacéutica como empacador. Tres años después gracias a Cruz Villegas, Ismael logra viajar a Cuba para estudiar Economía Política en la "Escuela Lázaro Peña de la Central de Trabajadores", institución especializada en la capacitación de sindicalistas, mediante cursos y talleres.
Para 1983 Ismael García se postula como Concejal municipal para el antiguo Distrito Ricaurte, con capital en La Victoria, obteniendo el puesto. En 1988 el MAS lo presenta como su candidato para la Cámara de Diputados del extinto Congreso Nacional por el Estado Aragua, resultando como uno de los 18 diputados electos de ese partido a nivel nacional. En 1992 aun cuando no se había vencido su período como diputado nacional, García decide abandonar su puesto para disputar la elección municipal y presentarse como candidato a alcalde del Municipio José Félix Ribas también Aragua. En esa elección resultó elegido alcalde y luego fue reelecto en 1995, cargo que ejerció hasta el año 1998 cuando nuevamente abandonó el cargo para participar en las elecciones parlamentarias de ese año.
En 1998 fue nuevamente electo diputado al Congreso Nacional por Aragua, pero en 1999 debido a la aprobación de la nueva Constitución Nacional el Congreso cesó sus funciones para dar paso en 2000 a la nueva rama legislativa, la Asamblea Nacional. En el año 2000 se convirtió en parlamentario de la Asamblea Nacional, siendo reelegido consecutivamente en este cargo en 2005.

## Fundación de Podemos
García apoyó activamente al gobierno de Hugo Chávez siendo promotor del programa social Misión Barrio Adentro. Desde inicios de 2001 comenzó una serie de diferencias dentro de su partido, el MAS, por el cuestionamiento de algunos de los dirigentes de esa organización sobre continuar el respaldo al gobierno. Luego de varios enfrentamientos con la directiva del partido, García pasó formar parte del grupo disidente del MAS que respaldaba a Chávez, conocido como MAS-mas. En 2002 cuando ya eran insostenibles las posturas contrarias dentro partido y en el parlamento, éste se retira junto a otros líderes como Didalco Bolívar, Ramón Martínez , Ricardo Gutiérrez,el Abogado Penalista Carlos Arana Márquez  y fundan el partido socialdemócrata Podemos, inspirado en el humanismo, pacifismo, ecología y la racionalidad científica re-confirmando el apoyo al gobierno de Chávez.
García se convirtió en el jefe de campaña del Comando Ayacucho que buscaba derogar el mandato de los diputados de la oposición a Hugo Chávez, en ese referendo contra los diputados no se obtuvo la victoria y no pudieron ser revocados. Podemos logró convertirse en el segundo partido chavista detrás del Movimiento V República, durante la campaña del referendo del revocatorio presidencial en 2004. En las elecciones presidenciales de 2006 García apoyó activamente la reelección de Chávez, pero poco después de esos comicios comenzaron los roces entre ambos, debido a la propuesta de Hugo Chávez sobre la conformación de un partido unitario que agrupara las fuerzas políticas que lo respaldaban.

## Oposición a Chávez
En el 2007 se opuso a que su partido, Podemos se fusionara con el Partido Socialista Unido de Venezuela (PSUV), ello le valió numerosas críticas de parte del sector oficialista y comenzaron a separase de la órbita chavista. Ese mismo año rechazó en la Asamblea Nacional el Proyecto de Reforma Constitucional  promovido por Chávez, lo que provocó el deslinde total entre García y su partido con el oficialismo. Chávez lo acusó de traidor. 
En noviembre de 2007 participa como presentador en Aló Venezuela un programa de televisión del canal de noticias Globovisión, pasando definitivamente al bando antichavista apoyando al exministro Raúl Isaías Baduel, que se había declarado en contra la mencionada reforma constitucional, que finalmente fue rechazada en referéndum.
Lideró su bancada en enero de 2008 para oponerse a la concesión de estatus legal de beligerantes a las FARC y el ELN (guerrillas colombianas) en Venezuela que ordenaba Hugo Chávez a la Asamblea Nacional de ese momento presidida por Cilia Flores. En diciembre de 2008 decidió crear junto con otro grupo de parlamentarios un Frente Nacional Amplio en contra de la Propuesta de Enmienda Constitucional presentada por el oficialismo. "Eran otros tiempos" expresó durante una entrevista, y "el PSUV dominaba la totalidad del Parlamento tras la negativa de la oposición a participar en las elecciones de 2005", Ismael García asegura que "siempre le dijo a Chávez que las FARC y el ELN eran grupos terroristas y narcotraficantes". Fueron siete los diputados que se opusieron, seis de Podemos, Juan José Molina, Arcadio Montiel, Ricardo Gutiérrez Briceño, Hermes García Font, Bernardo Jiménez Álvarez y García, pero cuando se planteó la aprobación, Wilmer Azuaje, del PSUV, rompió con su partido, enfrentado además al chavismo luego de denunciar actos de corrupción en Barinas. En septiembre de 2009 se supo por intermedio de los cables de WikiLeaks sobre Venezuela que García había solicitado apoyo al embajador Patrick Duddy para pedir financiamiento, cuando este le comentó que Washington no intervenía en los asuntos de Venezuela.
En las elecciones parlamentarias de septiembre de 2010 es reelegido diputado ante la Asamblea Nacional de Venezuela por el estado Aragua siendo líder y portavoz de la bancada de Podemos, en el seno de la denominada Mesa de la Unidad Democrática (MUD), y formando parte de la Comisión Permanente de Política Interior. En agosto del año siguiente llega de su exilio peruano, su co-militante Didalco Bolívar que lanza graves acusaciones de corrupción en contra de García.
A mediados de 2012 una sentencia del Tribunal Supremo de Justicia (TSJ) determina que Didalco Bolívar debía asumir el control de Podemos, creando un conflicto en el partido que estaba a días de postular el candidato presidencial. El Podemos liderado por Bolívar postuló a Hugo Chávez e Ismael y buena parte del partido se retira y fundan el 27 de junio de ese año el partido Avanzada Progresista junto a otros miembros de Patria Para Todos que habían corrido igual suerte por dictamen del TSJ.

## Postulaciones políticas después de 2013

### Elecciones municipales de 2013
El 8 de diciembre de 2013 fue candidato a la Alcaldía del Municipio Libertador por la Mesa de la Unidad Democrática, candidatura obtenida al presentarse en elecciones primarias de la coalición opositora, en dicha oportunidad presentado por el partido PODEMOS, respaldado por el bloque progresistas junto otras organizaciones como Primero Justicia, Patria Para Todos y La Causa R, en medio de su campaña conforma el partido Avanzada Progresista y como representante único de la MUD confronta al político chavista Jorge Rodríguez Gómez por la Alcaldía del Municipio Libertador del Distrito Capital, elecciones que perdió.

### Elecciones parlamentarias de 2015
En el año 2015 decide presentarse a la reelección al parlamento nacional, candidatura que impulsa su entonces partido Primero Justicia, en el cual ingresó en el año 2014 tras su salida voluntaria de Avanzada Progresista, salida en la que lo acompañaron Miguel Pizarro Rodríguez, José Antonio España, Hermes Moreno, Wilmer Azuaje, José Brito, entre otros, todos ingresando a la tolda aurinegra; en 2015 es presentado como candidato principal por el circuito N°01 de Aragua a pesar su residencia en la ciudad de Caracas, ciudad a la cual optó como alcalde en 2013, para esta candidatura contó con una mala jugada por parte del oficialismo quien presentó en el tarjeton electoral un candidato de igual nombre en una tarjeta expropiada a través de jugadas judiciales del T.S.J., sin embargo logró alzarse con el curul obteniendo la representación al parlamento nacional por tercera vez consecutiva con el 37%  de los votos del circuito 1 de Aragua. Fue vicepresidente de la Comisión Permanente de Contraloría de la Asamblea Nacional de Venezuela en 2016.

### Elecciones regionales de 2017
El 20 de junio de 2017 otorgó su profundo apoyo a la Fiscal General Luisa Ortega Diaz ante su posición contra el gobierno de Nicolás Maduro. El 26 de junio acudió a la Fiscalía a denunciar se adelante el juicio contra el exministro Carlos Osorio por corrupción. “La AN le otorgó un voto de censura por su gestión corrupta en el Ministerio de Alimentación que solo trajo comida podrida”. Luego de retirarse del partido Avanzada Progresista e ingresar en Primero Justicia, es expulsado de este último por haber sido postulado por el partido Acción Democrática el 10 de gosto de 2017 para las elecciones primarias de las elecciones regionales en 2017, siendo elegido por primarias como candidato de la coalición opositora MUD en un proceso cuestionado y no reconocido por el candidato de Primero Justicia José Ramón Arias.
Ismael García se presentó como candidato a la gobernación en Aragua pero no logra ganar el proceso cayendo derrotado por Rodolfo Marco Torres del GPP, vale destacar que Ismael García no reconoció los resultados y se declaró electo a través de los medios de comunicación.

### Seis años en el exilio al 2023
Luego de las Elecciones regionales de Venezuela de 2017 en octubre, el gobierno inició una persecución a políticos opositores aplicando la Operación Tun Tun lo que obligó a su salida del país aprincipios de 2018 usando una ruta clandestina entre el estado occidental del Táchira y Cúcuta, salió hacia Colombia, posteriormente a EE UU y Costa Rica Ha acusado en las cortes de Florida y Nueva York a políticos como Diosdado Cabello y el exlíder de la inteligencia chavista, Hugo “El Pollo” Carvajal, a quienes Estados Unidos acusó penalmente el año 2020. A donde llevó un cúmulo de pruebas tanto a la Fiscalía del Sur de la Florida como al Gran Jurado de Nueva York. A esa labor, y sus consecuencias judiciales, atribuye la urgencia de abandonar Venezuela.
 “A veces, la gente piensa que uno ya no existe o algo así. Ha sido una lucha dura.
 El destierro, como decían los romanos hace 1.500 años, es lo peor que puede ocurrirle a un ser humano”
... Ismael García 
En términos más amplios, la lista de dirigentes opositores que han sido reprimidos, encarcelados o forzados a salir del país asciende, de acuerdo con diversas fuentes consultadas, a unas 70 personas. Incluye a personajes tan emblemáticos como Julio Borges, Antonio Ledezma, Carlos Vecchio, David Smolansky, Ramón Muchacho, Juan Requessens y Freddy Guevara; y a los diputados Ismael García, Gaby Arellano, Rosmit Mantilla, Simón Calzadilla, Adriana D'Elia, Dinorah Figuera, Freddy Superlano, José Manuel Olivares y Roberto Marrero, asistente personal de Juan Guaidó. Lo que ha lastimado seriamente la estructura dirigente y el aparato logístico de la oposición venezolana y el Parlamento.